# Caduta libera (singolo)
Caduta libera è un singolo del cantante Simone Tomassini, pubblicato su YouTube il 29 aprile 2011 come anticipo del quarto album ufficiale dall'omonimo titolo Simone Tomassini, nel quale sarà contenuto come quinta traccia.

## Il video
Il video pubblicato è stato girato all'Aeroclub di Como.